# V361 Большого Пса
V361 Большого Пса (лат. V361 Canis Majoris) — одиночная переменная звезда в созвездии Большого Пса на расстоянии приблизительно 2689 световых лет (около 825 парсеков) от Солнца. Видимая звёздная величина звезды — от +11,6m до +10,3m.

## Характеристики
V361 Большого Пса — красная пульсирующая полуправильная переменная звезда типа SRB (SRB) спектрального класса M5-6. Эффективная температура — около 3000 К.